# Pablo Escobar
Pablo Emilio Escobar Gaviria (Rionegro, 1 de dezembro de 1949 – Medellín, 2 de dezembro de 1993) foi um traficante e narcoterrorista colombiano que foi o fundador e único líder do Cartel de Medellín. Apelidado de "o rei da cocaína", Escobar é o criminoso mais rico da história, tendo acumulado um patrimônio líquido estimado em 30 bilhões de dólares no momento de sua morte — equivalente a 64 bilhões de dólares em 2021 — enquanto seu cartel de drogas monopolizou o comércio de cocaína nos Estados Unidos na década de 1980 e início dos anos 1990.
Nascido em Rionegro e criado em Medellín, Escobar estudou brevemente na Universidade Autônoma Latino-americana de Medellín, mas saiu sem se formar; em vez disso, ele começou a se envolver em atividades criminosas, vendendo cigarros ilegais e bilhetes de loteria falsos, além de participar de roubos de veículos motorizados. No início da década de 1970, ele começou a trabalhar para vários traficantes de drogas, muitas vezes sequestrando pessoas em busca de resgate. Em 1976, fundou o Cartel de Medellín, que distribuía cocaína em pó e estabeleceu as primeiras rotas de contrabando para os Estados Unidos. A infiltração de Escobar nos EUA criou uma demanda exponencial por cocaína e, na década de 1980, estimava-se que Escobar liderava remessas mensais de 70 a 80 toneladas de cocaína da Colômbia para o país norte-americano. Como resultado, ele rapidamente se tornou uma das pessoas mais ricas do mundo, mas constantemente lutou contra cartéis rivais no país e no exterior, levando a massacres e assassinatos de policiais, juízes, moradores e políticos proeminentes, fazendo da Colômbia a capital mundial do assassinato.
Nas eleições parlamentares colombianas de 1982, Escobar foi eleito membro suplente da Câmara dos Representantes como parte do movimento Alternativa Liberal. Com isso, foi responsável por projetos comunitários como a construção de casas e campos de futebol, o que lhe rendeu popularidade entre os moradores das cidades que frequentava. No entanto, as ambições políticas de Escobar foram frustradas pelos governos colombiano e estadunidense, que rotineiramente pressionavam por sua prisão, acreditando-se que Escobar tenha orquestrado os bombardeios do edifício do Departamento Administrativo de Seguridad e do Voo Avianca 203 em retaliação.
Em 1991, Escobar se rendeu às autoridades e foi condenado a cinco anos de prisão por uma série de acusações, mas fechou um acordo de não extradição com o presidente colombiano César Gaviria, com a possibilidade de ser alojado em sua própria prisão auto-construída chamada La Catedral. Em 1992, Escobar escapou e se escondeu quando as autoridades tentaram transferi-lo para uma prisão mais formal, levando a uma caçada nacional. Como resultado, o Cartel de Medellín desmoronou e, em 1993, Escobar foi morto em sua cidade natal pela Polícia Nacional da Colômbia, um dia após seu aniversário de 44 anos. O legado de Escobar permanece controverso; enquanto muitos denunciam a natureza hedionda de seus crimes, muitos colombianos o veem como uma figura "parecida com Robin Hood", pois oferecia muitas comodidades aos pobres. Sua morte foi lamentada e seu funeral assistido por mais de 25 mil pessoas. Além disso, sua propriedade privada, a Hacienda Nápoles, foi transformada em um parque temático. Sua vida também serviu de inspiração ou foi amplamente dramatizada no cinema, na televisão e na música.

## Juventude
Pablo Escobar nasceu em Rionegro, Colômbia, sendo o terceiro de sete filhos de Abel de Jesús Escobar Echeverri, um fazendeiro, e de Hermilda de los Dolores Gaviria Berrío, uma professora de escola primária. Como um adolescente nas ruas de Medellín, ele começou sua carreira criminosa por supostamente roubar lápides para revendê-las a traficantes. Seu irmão, Roberto Escobar, nega isso, afirmando que as lápides vinham de donos de cemitérios cujos clientes haviam parado de pagar pela manutenção das lápides e que eles tinham um parente que tinha um negócio de monumentos. Ele estudou por um curto período de tempo na Universidade Autônoma Latinoamericana, em Medellín.
Escobar envolveu-se em muitas atividades criminosas com Oscar Bernal Aguirre, como a aplicação de golpes, venda de cigarros contrabandeados e bilhetes falsos de loteria, além de roubo de carros. No início de 1970, ele era ladrão e guarda-costas e conseguiu 100 mil dólares depois de sequestrar um executivo de Medellín, antes de entrar no comércio de drogas. Seu passo seguinte foi se tornar um milionário ao trabalhar para o contrabandista Alvaro Prieto. A ambição de infância de Escobar era se tornar um milionário até os 22 anos.

## Narcotráfico
Em The Accountant's Story, o irmão de Pablo, Roberto Escobar, descreve o meio pelo qual Pablo passou da simplicidade e obscuridade da classe média para se tornar um dos homens mais ricos do mundo. No auge de seu poder, o cartel de drogas de Medellín estava contrabandeando quinze toneladas de cocaína por dia, no valor de mais de meio bilhão de dólares, para os Estados Unidos. De acordo com Roberto, ele e seu irmão gastavam 1 000 dólares por semana com elásticos para embrulhar as pilhas de dinheiro, armazenando a maior parte dele em seus armazéns; 10% da fortuna tinha de ser descartada por ano devido à "deterioração" por ratos que se infiltraram à noite e mordiam as notas de cem dólares.
Em 1975, Escobar começou a desenvolver a sua operação de venda de cocaína. Ele mesmo voou várias vezes, principalmente entre a Colômbia e o Panamá, para contrabandear a carga para os Estados Unidos. Quando mais tarde comprou 15 aviões novos e maiores (incluindo um Learjet) e seis helicópteros, Escobar aposentou seu antigo avião e o pendurou acima do portão do seu rancho, a Hacienda Nápoles. Em maio de 1976, Escobar e vários de seus homens foram presos e encontrados com 18 kg de pasta base depois de voltar a Medellín com uma carga pesada do Equador. Inicialmente, Pablo tentou, sem sucesso, subornar os juízes de Medellín que estavam começando o processo contra ele. Em vez disso, depois de muitos meses de disputas legais, Pablo conseguiu subornar os dois policiais que os prenderam e o caso foi arquivado. Deste episódio em diante, ele começou seu padrão de lidar com as autoridades através de suborno ou de assassinato. Roberto Escobar afirma que Pablo entrou no negócio simplesmente porque o contrabando se tornou muito perigoso para o tráfico. Não havia cartéis de drogas, apenas alguns barões da droga, portanto era um bom negócio para todos. No Peru, eles compraram a pasta de cocaína, que era refinada em um laboratório numa casa de dois andares em Medellín. Em sua primeira viagem, Pablo comprou 14 kg de pasta, no que viria a ser o primeiro passo para a construção de seu império. Na primeira, ele contrabandeou cocaína em pneus velhos em aviões, sendo que um piloto poderia ganhar até 500 mil dólares por voo, dependendo de quanto seria contrabandeado.
Em breve, a demanda por cocaína disparou nos Estados Unidos e Pablo organizou mais remessas, rotas e redes de contrabando para distribuição no sul da Flórida, na Califórnia e em outras partes dos Estados Unidos. Ele e Carlos Lehder trabalharam juntos para desenvolver um novo ponto de transbordo em uma ilha das Bahamas, chamada Norman's Cay. Carlos e Robert Vesco adquiriram a maior parte do território da ilha, que incluiu uma pista de pouso de 3 300 pés, um porto, hotel, casas, barcos, aviões e até mesmo um armazém frigorífico para armazenar a cocaína. De 1978 a 1982, este local foi utilizado como a principal rota de contrabando do Cartel de Medellín. (De acordo com o relato de seu irmão, Pablo não comprou Norman's Cay. Era, em vez disso, um empreendimento de Carlos Lehder.) Escobar foi capaz de comprar cerca de 20 quilômetros quadrados de terras, que incluíam a Hacienda Nápoles, por vários milhões de dólares. Ele criou um jardim zoológico, um lago e outras diversões para sua família e organização criminosa. Em um ponto, estimou-se que 70 a 80 toneladas de cocaína estavam sendo enviadas da Colômbia para os Estados Unidos mensalmente. No auge de seu poder, em meados da década de 1980, Escobar enviava até 11 toneladas por voo em aviões para os Estados Unidos (a maior carga enviada por Pablo foi de 23 toneladas misturadas com pasta de peixes - o envio foi feito via barco, segundo seu irmão no livro "Escobar"). Além de usar os aviões, o irmão de Pablo, Roberto Escobar, disse que ele também usava dois pequenos submarinos de controle remoto para o transporte de cargas massivas (esses veículos aquáticos eram, de fato, tripulados e isto também foi documentado no livro de Roberto).

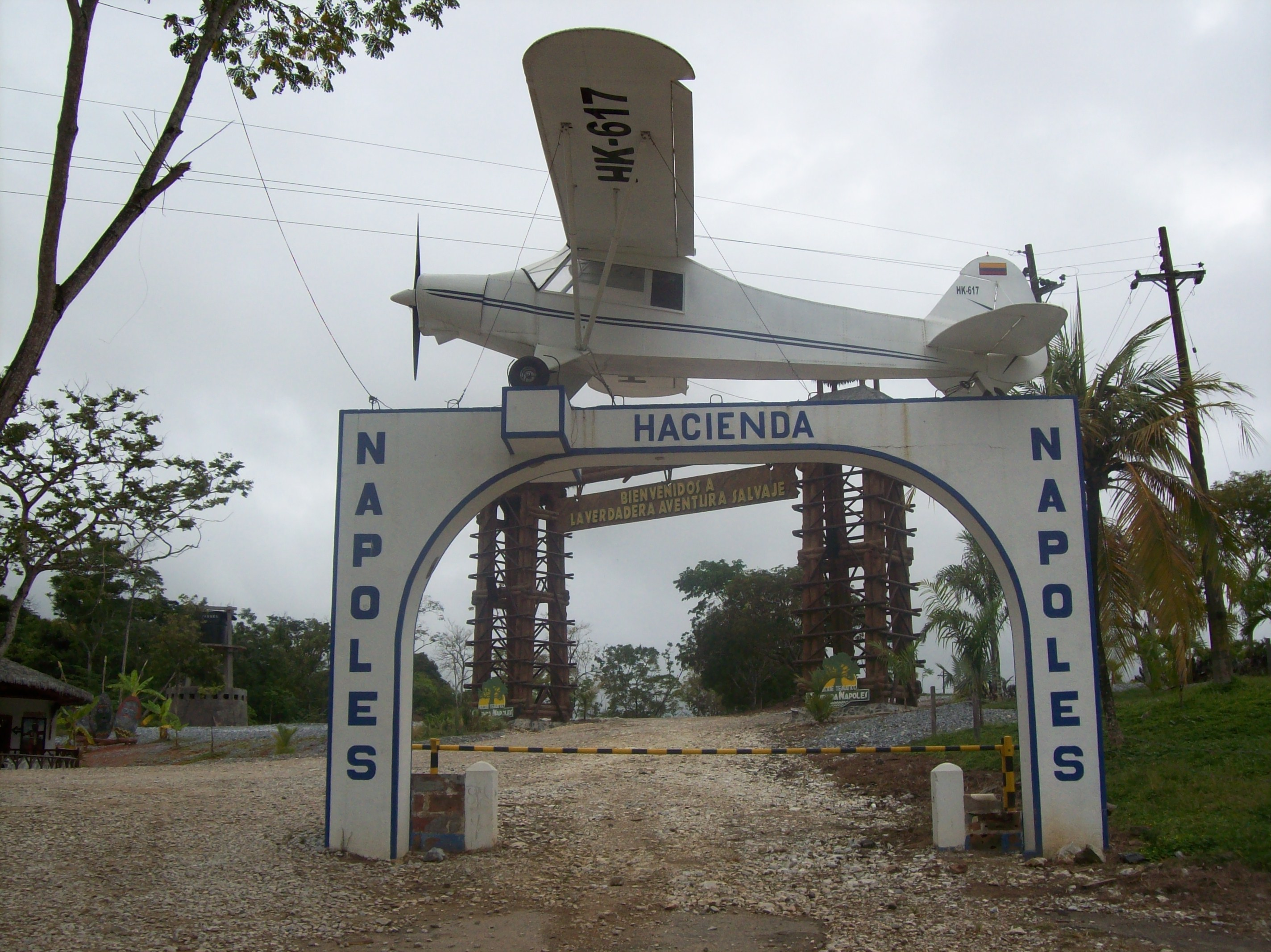
Entrada da Hacienda Nápoles, com o avião que Escobar usava para transportar cocaína.

Escobar subornou incontáveis oficiais de governos, juízes e outros políticos, e muitas vezes executou pessoalmente subordinados desobedientes. Corrupção e intimidação foram características predominantes do modo de agir de Escobar. Ele tinha uma estratégia inescapável conhecida como plata o plomo, (em Língua portuguesa, "dinheiro ou chumbo"), que significava que ou o sujeito aceitava seu dinheiro ou seria assassinado (o chumbo referia-se às balas). Escobar foi o responsável pela morte de três candidatos à presidência da Colômbia, pela explosão do voo Avianca 203 e do prédio de segurança de Bogotá em 1989. Alguns analistas acreditam que ele estava por trás do incidente na Suprema Corte Colombiana em 1985 que resultou no assassinato de metade dos juízes da corte. O Cartel de Medellín também esteve envolvido numa sangrenta guerra pelo controle do tráfico com o Cartel de Cali durante quase toda a sua existência. Pablo mandava cartas para suas vítimas, convidando-as para seus respectivos enterros, e seus capatazes as executavam precisamente na data marcada para o funeral.
No auge de seu império, a revista Forbes estimou Pablo Escobar como o sétimo homem mais rico do mundo, com o Cartel de Medellín controlando 80% do mercado mundial de cocaína. Sua organização tinha aviões, lanchas e veículos caros. Vastas propriedades e terras também eram controladas por Escobar durante esse período, quando ele ganhava uma soma de dinheiro quase incalculável. Estima-se que o Cartel de Medellín chegou a faturar cerca de 30 bilhões de dólares por ano.
Enquanto era considerado um inimigo dos governos dos Estados Unidos e da Colômbia, Escobar era um herói para muitos em Medellín. Ele tinha bons relacionamentos e trabalhou para melhorar as condições de vida da população pobre da cidade. Fã de esportes, é creditada a ele a construção de estádios de futebol e o financiamento de times na cidade. Escobar sempre se esforçou para cultivar uma imagem de Robin Hood e frequentemente distribuía dinheiro aos pobres.
Em 1992, Escobar voltou-se para o governo colombiano para evitar sua extradição para os Estados Unidos ou seu assassinato pelo cartel rival. Escobar foi "preso" em sua luxuosa prisão particular, La Catedral, que ele próprio construiu. Ele negociou um acordo com o governo colombiano segundo o qual ele seria preso por uma sentença de cinco anos e a garantia de sua não extradição para os Estados Unidos. Entretanto, sua "prisão" parecia muito mais um clube particular ultrasseguro e ele não se importou muito com sua sentença, sendo visto várias vezes fora da prisão fazendo compras em Medellín, em festas, jogos de futebol e outros lugares públicos. Após a divulgação de fotos de seus passeios e de acusações de que ele teria matado muitos de seus parceiros de negócios quando eles iam visitá-lo em La Catedral, a opinião pública forçou o governo a agir. Quando um oficial do governo tentou transferir Escobar para uma outra prisão em 22 de julho de 1992, ele escapou com medo de ser extraditado para os Estados Unidos.[carece de fontes?]

## Vida pessoal
Em março de 1976, com 27 anos de idade, casou-se com Maria Victoria Henao, que tinha 15 anos. Juntos, eles tiveram dois filhos: Juan Pablo (agora Juan Sebastián Marroquín Santos) e Manuela Escobar, criou e viveu em uma luxuosa propriedade chamada Hacienda Nápoles (espanhol para Fazenda Nápoles) e tinha planejado construir uma fortaleza em estilo grego perto dela. A construção da cidadela foi iniciada, mas nunca terminou. A fazenda, o jardim zoológico e a cidadela foram expropriados pelo governo colombiano e entregues a famílias de baixa renda na década de 1990, sob uma lei chamada "extinção de domínio". A propriedade foi transformada em um parque temático rodeado por quatro hotéis de luxo com vista para o jardim zoológico.
Ao contrário do sugerido na segunda temporada da série Narcos, Pablo não era torcedor do Atlético Nacional, e sim do rival Independiente Medellín. Tal erro da série foi um dos mais ressalvados pelo filho do traficante, crítico ferrenho da mesma por considerá-la com licenças poéticas em excesso: "se não sabem dizer o time favorito de Pablo, como se atrevem a contar o resto da história?", criticou no facebook, enquanto em entrevista à Veja declarou que "o Pablo Escobar que está ali não tem nada a ver com o Pablo Escobar que conheci. Para se ter uma ideia, erraram até o time de futebol dele". Em 1989, o campeonato colombiano daquele ano foi suspenso exatamente após o assassinato de um bandeirinha que teria errado em desfavor do Independiente em partida contra o América de Cali, clube associado ao cartel desta outra cidade, rival do cartel de Medellín. Em 9 de outubro de 2018, um antigo sicário de Escobar revelou que o chefão planejou o assassinato de Ricardo Gareca, na época jogador do América, embora tenha desistido; seria uma retaliação a um atentado à família de Escobar promovido pelo cartel rival.
O Independiente não foi campeão na maior parte da vida da Escobar, passando por jejum nacional entre 1957 e 2002, não chegando sequer em segundo entre 1966 e 1993.[carece de fontes?] Por outro lado, os dois primeiros títulos, em 1955 e 1957, foram obtidos na infância do traficante, quando a equipe chegou a contar com o astro argentino José Manuel Moreno, considerado o maior futebolista de seu país na primeira metade do século XX.

## Captura e morte

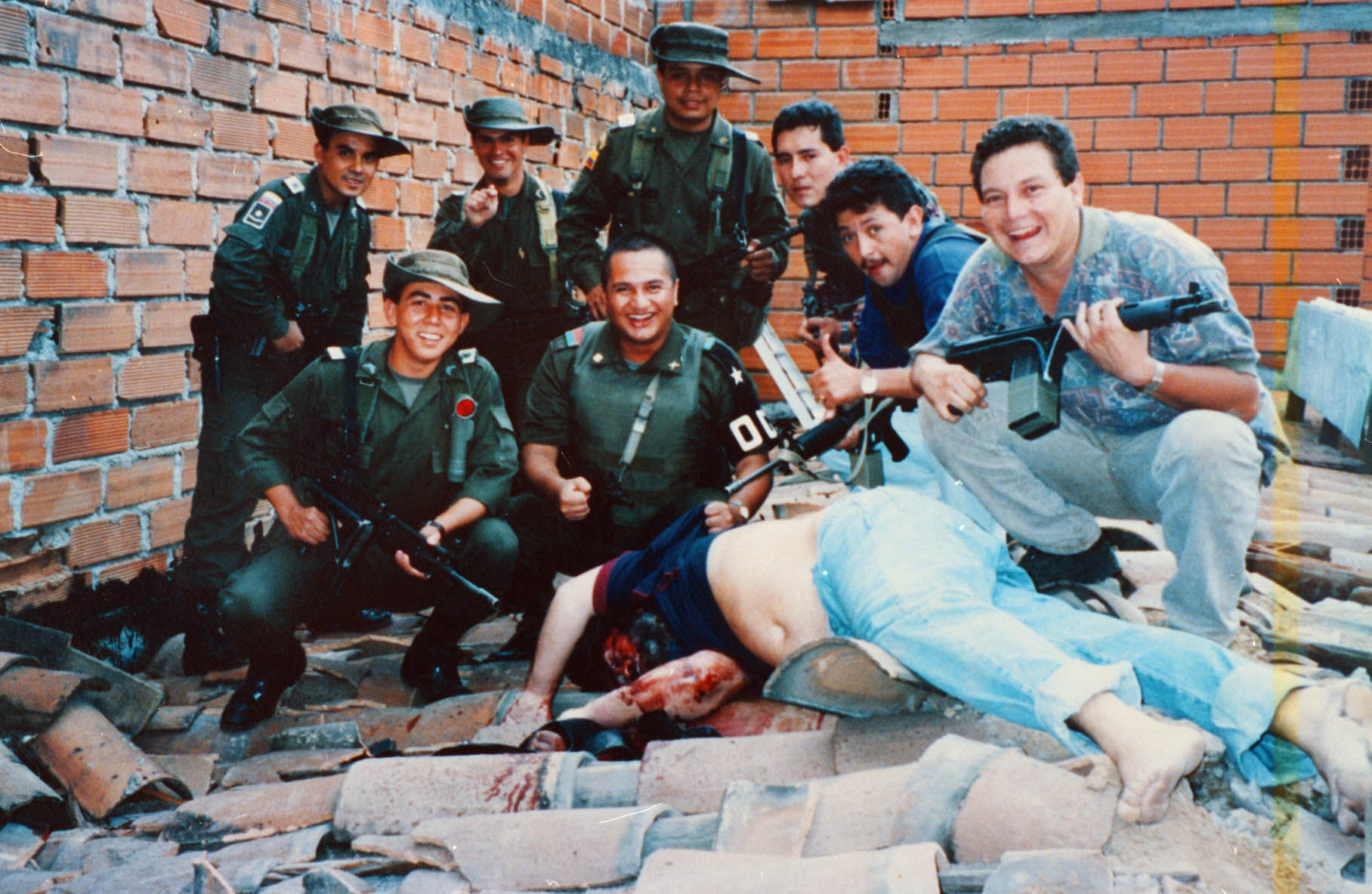
Os membros do Bloco de Busca, comandados pelo Cel. Hugo Martínez (ao centro), comemoram sobre o corpo de Pablo Escobar em 2 de dezembro de 1993. A morte de Pablo terminou com um esforço de busca de dezessete meses, que custou centenas de milhões de dólares, e teve a coordenação entre os Estados Unidos, com o Comando Conjunto de Operações Especiais, a Força Administrativa de Narcóticos (Drug Enforcement Administration), a Polícia Colombiana, e o grupo Los Pepes.

A guerra contra Pablo Escobar acabou em 2 de dezembro de 1993, em meio a mais uma tentativa de iludir o Bloco de Busca, a unidade operações especiais da Polícia Nacional da Colômbia. Usando a tecnologia de triangulação de rádio, uma equipe colombiana de vigilância eletrônica, conduzida pelo brigadeiro Hugo Martínez, encontrou-o escondido em um bairro de classe média em Medellín. Com as autoridades cercando, um tiroteio com Escobar e seu guarda-costas, Álvaro de Jesús Agudelo (conhecido como "El Limón"), se seguiu. Os dois tentaram fugir correndo pelos telhados de casas adjacentes para chegar a uma rua atrás, mas ambos foram baleados e mortos pelas forças policiais colombianas.
Escobar foi atingido por dois tiros na perna, no dorso e por um tiro fatal através da orelha. Nunca foi provado quem realmente disparou o tiro fatal na cabeça de Escobar ou determinado se este tiro foi feito durante a troca de tiros ou como parte de uma possível execução, sendo que ainda há uma grande especulação sobre o assunto. Alguns dos membros da família do traficante acreditam que Escobar poderia ter cometido suicídio. Seus dois irmãos, Roberto Escobar e Fernando Sánchez Arellano, acreditam que ele atirou em si mesmo: "Ele cometeu suicídio, ele não foi morto. Durante todos os anos que fui atrás dele, ele me dizia todos os dias que se realmente ficasse encurralado, sem uma saída, ele iria atirar em si mesmo através dos ouvidos".
Após a morte de Escobar e a fragmentação do Cartel de Medellín, o mercado de cocaína logo tornou-se dominado pela rival Cartel de Cali até meados dos anos 1990, quando seus líderes também foram mortos ou capturados pelo governo colombiano. A imagem de Robin Hood que Escobar havia cultivado continuou a ter influência duradoura na cidade de Medellín. Parte da população, especialmente entre os mais pobres, foi auxiliada por ele enquanto estava vivo e lamentou a sua morte. Cerca de 25 mil pessoas estiveram presentes em seu sepultamento.

### Exumação
O corpo de Pablo Escobar foi exumado em 28 de outubro de 2006 a pedido de alguns de seus parentes, a fim de coletar uma amostra de DNA para confirmar uma suposta paternidade de um filho ilegítimo e eliminar qualquer dúvida sobre a identidade do corpo que estava há 12 anos sepultado ao lado de seus pais. Um vídeo do momento da exumação foi transmitido pela TV RCN, fato que irritou seu filho Juan Sebastian Marroquin (Juan Pablo Escobar), que acusou seu tio, Roberto Escobar Gaviria e Nicolas Escobar (sobrinho de Pablo) que coordenou a exumação de serem "comerciantes da morte".

## Impacto cultural

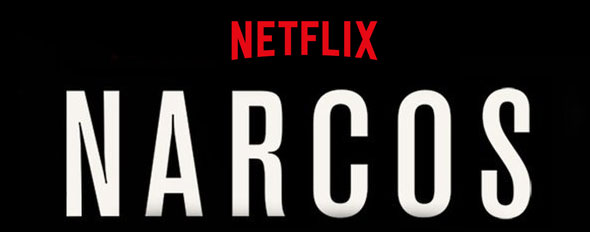
Logo da série Narcos, da Netflix

Em 1995, a banda mexicana de death metal Brujeria fez a música "El Patrón" sobre Pablo Escobar. A canção foi incluída no álbum Raza Odiada.
Em 2012, a emissora colombiana Caracol exibe narconovela Pablo Escobar: El Patrón del Mal.
Em 2015, foi anunciado pela Netflix o seriado Narcos, que conta a história do Cartel de Medellín. Narcos foi produzido pelo mesmo diretor de Tropa de Elite, José Padilha, e protagonizado por Wagner Moura, ator que interpretou o personagem Capitão Nascimento, também de Tropa de Elite. O seriado estreou em 28 de agosto de 2015 para todos os países em que o Netflix opera, sendo Wagner Moura indicado ao Globo de Ouro como melhor ator em série dramática.